# Kuwaits provinser

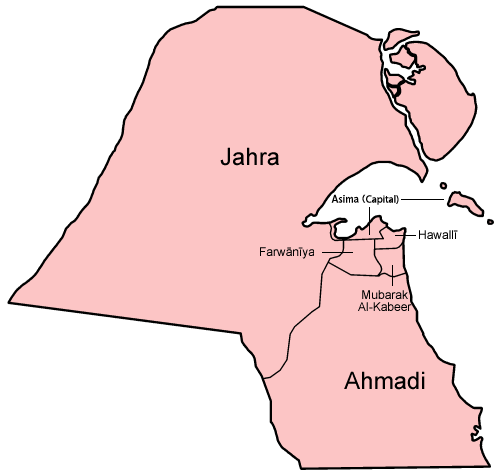
Kuwaits provinser

Kuwait delas in i sex provinser (arabiska: مُحَافَظَة, muhafaza, pl. مُحَافَظَات, muhafazat), även kallade guvernement. Provinserna är i sin tur indelade i distrikt, eller områden (مِنْطَقَة, mintaqa, pl. مَنَاطِق, manatiq).

## al-Ahmadi
al-Ahmadi (arabiska: الأحمدي) ligger i södra delen av landet och är känd i landet för sin grönska och för sin brittiska arkitektur. al-Ahmadi är en viktig del av Kuwaits ekonomi eftersom flera av dess oljeraffinaderier ligger där. Huvudsakliga bostadsområden är Abu Halifa, al-Riqqa och al-Manqaf. I al-Ahmadi ligger också majoriteten av Kuwaits sportklubbar, liksom huvudkvarteret för Kuwaits nationella petroleumföretag.
al-Ahmadi beräknades ha 1 027 700 invånare i december 2018.

## al-Farwaniyya
al-Farwaniyya (الفروانية) är den befolkningsmässigt största provinsen. Den beräknades ha 1 206 377 invånare i december 2018.

## Hawalli
Hawalli (حَوَلِّي) beräknades ha 960 779 invånare i december 2018, och består bland annat av följande distrikt:
- Bayan
- Hawalli
- al-Jabriya
- Mishrif
- al-Salimiyya
- Salwa

## Huvudstadsprovinsen
Huvudstadsprovinsen, ibland omnämnd med det kortare al-Asima (اَلْعَاصِمَة), som helt enkelt betyder "huvudstaden", kan även kallas al-Kuwait (الكويت). Den omfattar den centrala delen av huvudstaden Kuwait, liksom landets finansiella centrum, såsom Kuwaitbörsen. Provinsen beräknades ha 584 313 invånare i december 2018, och består av Kuwaits huvudstad Kuwait med bland andra distrikten:
- al-Adayliya
- Bunayd al-Qar
- Dahiyat Abdullah al-Salim
- al-Dasma
- Dasman
- al-Fayha
- Kayfan
- al-Khaldiyya
- al-Murqab
- al-Nuzha
- Qurtuba
- al-Shamiyya
- al-Shuwaykh
- al-Yarmuk

## al-Jahra
al-Jahra (الجهراء) ligger i nordvästra Kuwait och hyser bland annat provinshuvudorten al-Jahra. Den inkluderar även ön Bubiyan och är landets till ytan största provins. Den beräknades ha 567 768 invånare i december 2018.

## Mubarak al-Kabir
Mubarak al-Kabir (مبارك الكبير) hyser främst bostadsområden. Den grundades 2000, då provinsen Hawalli delades upp i två. Den beräknades ha 269 331 invånare i december 2018, och består bland annat av följande distrikt:
- Abu Futayra
- al-Adan
- Dahiyat Sabah al-Salim
- al-Funaytis
- al-Masila
- Mubarak al-Kabir
- al-Qurayn
- al-Qusur